# Gmina Kruklanki
Die Gmina Kruklanki ist eine Landgemeinde im Powiat Giżycki der Woiwodschaft Ermland-Masuren in Polen. Ihr Sitz ist das gleichnamige Dorf (deutsch Kruglanken) mit etwa 1100 Einwohnern.

## Geographie

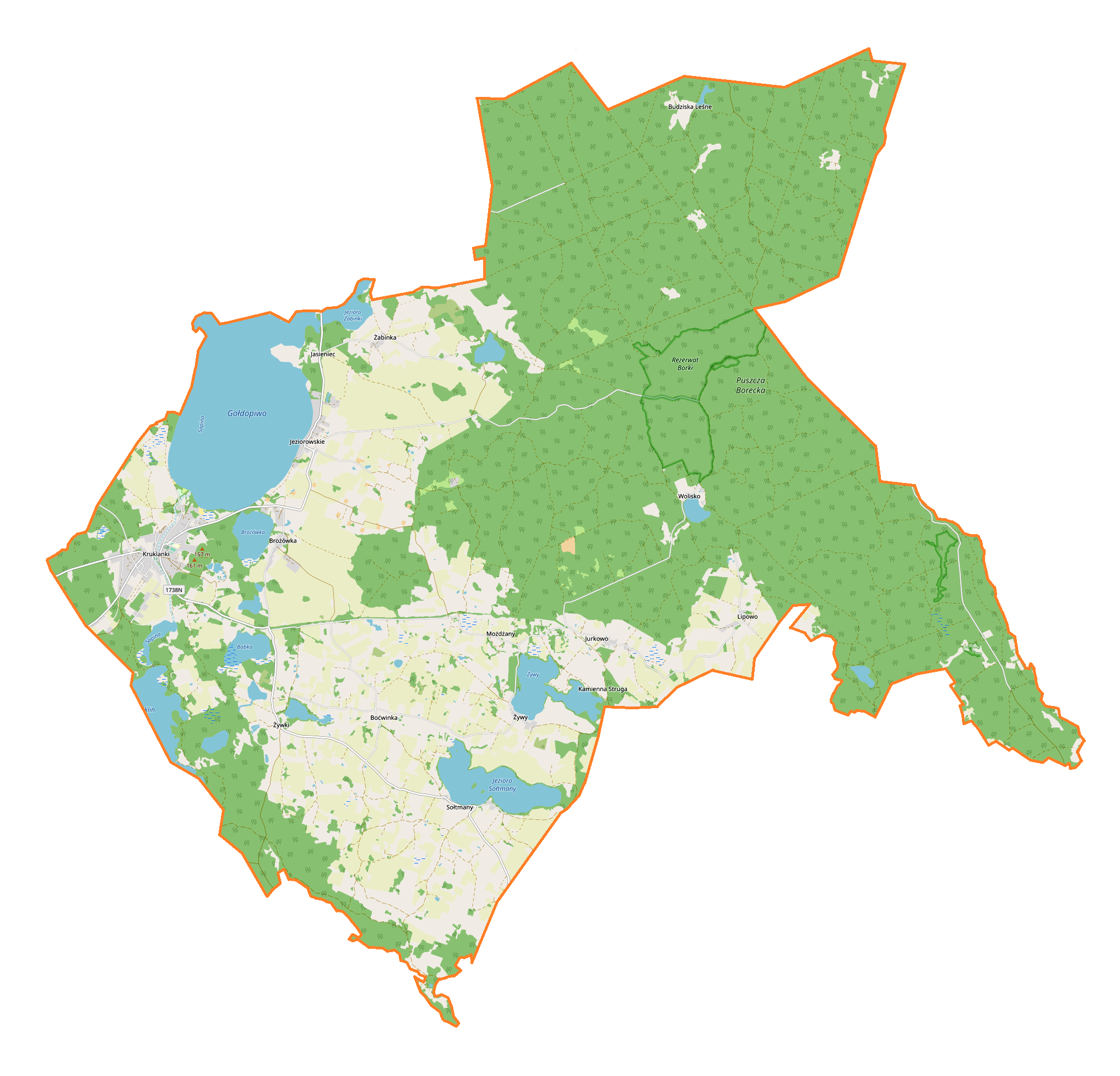
Karte der Gemeinde

Die Gemeinde liegt im Osten der Woiwodschaft im ehemaligen Ostpreußen. Die Kreisstadt Giżycko (Lötzen) liegt etwa neun Kilometer südwestlich. Nachbargemeinden sind im Powiat Węgorzewski Pozezdrze (Possessern) im Nordwesten, im Powiat Gołdapski Banie Mazurskie (Benkheim) im Norden, im Powiat Olecki Kowale Oleckie (Kowahlen) im Nordosten und Świętajno (Schwentainen) im Südosten sowie im Powiat Giżycki Wydminy (Widminnen) im Süden und die Landgemeinde Giżycko (Lötzen) im Südwesten.
Das Gebiet der Gemeinde gehört zur Masurischen Seenplatte. Es gibt eine Reihe größerer und kleiner Seen. Der Gołdapiwo (Goldapger See) im Westen des Gebiets ist mit etwa 862 Hektar der größte von ihnen. Weitere Seen sind: Kruklin (Kraukelner See, 360 ha), Sołtmany (Soltmahner See, 180 ha), Żywy (Siewener See, 119 ha) und Brożówka (Büffke See, 60 ha). Die Sapina ist 47,5 Kilometer lang und durchfließt etwa ein Dutzend Seen.  
Die Gemeinde hat eine Fläche von 201 km², die zu 33 Prozent land- und zu 53 Prozent forstwirtschaftlich genutzt werden.

## Geschichte
Die Landgemeinde wurde 1973 wieder gegründet, nachdem ihr Gebiet von 1954 bis 1972 in Gromadas aufgeteilt war. Von 1945 bis 1954 gehörte die Gemeinde zum Powiat Węgorzewski alten Zuschnitts mit Sitz. Sie kam 1973 Powiat Giżycki. Das Gemeindegebiet gehörte von 1946 bis 1975 zur Woiwodschaft Olsztyn und anschließend bis 1998 zur Woiwodschaft Suwałki, wobei der Powiat aufgelöst wurde. Zum 1. Januar 1999 kam die Gemeinde wieder zum Powiat Giżycki und zur Woiwodschaft Ermland-Masuren, die neu gebildet wurde und dem polnischen Teil der ehemaligen Provinz Ostpreußen entspricht.

## Gliederung
Die Landgemeinde Kruklanki besteht aus 12 Dörfern (deutsche Namen amtlich bis 1945) mit Schulzenamt (sołectwo):
- Boćwinka (Neu Freudenthal)
- Brożówka (Gansenstein)
- Jasieniec (Groß Eschenort)
- Jeziorowskie (Jesziorowsken, 1927–1945 Seehausen)
- Jurkowo (Jorkowen, 1938–1945 Jorken)
- Kruklanki (Kruglanken)
- Lipowo (Lipowen, 1928–1945 Lindenheim)
- Możdżany (Mosdzehnen, 1930–1945 Borkenwalde)
- Sołtmany (Soltmahnen)
- Żabinka (Zabinken, 1938–1945 Hochsee)
- Żywki (Siewken)
- Żywy (Siewen)

Weiler in der Gemeinde sind:
- Diabla Góra (Forst Teufelsberg)
- Jelonek (Forst Grünheyde, seit 1938–1945 Forst Grünheide)
- Podleśne (Knobbenort)

## Verkehr
Die wichtige Nord-Süd-Verbindung Landesstraße DK63 (ehemalige Reichsstraße 131) führt westlich am Gemeindegebiet vorbei.
Der nächste internationale Flughafen ist Danzig. Die Nutzung des Flughafens Kaliningrad hängt von den Grenzregelungen ab.
Eine Bahnverbindung besteht nicht mehr. Von 1945 bis 1987 war Kruklanki Endstation der Giżycko–Kruklanki.